# 五原路 (上海)

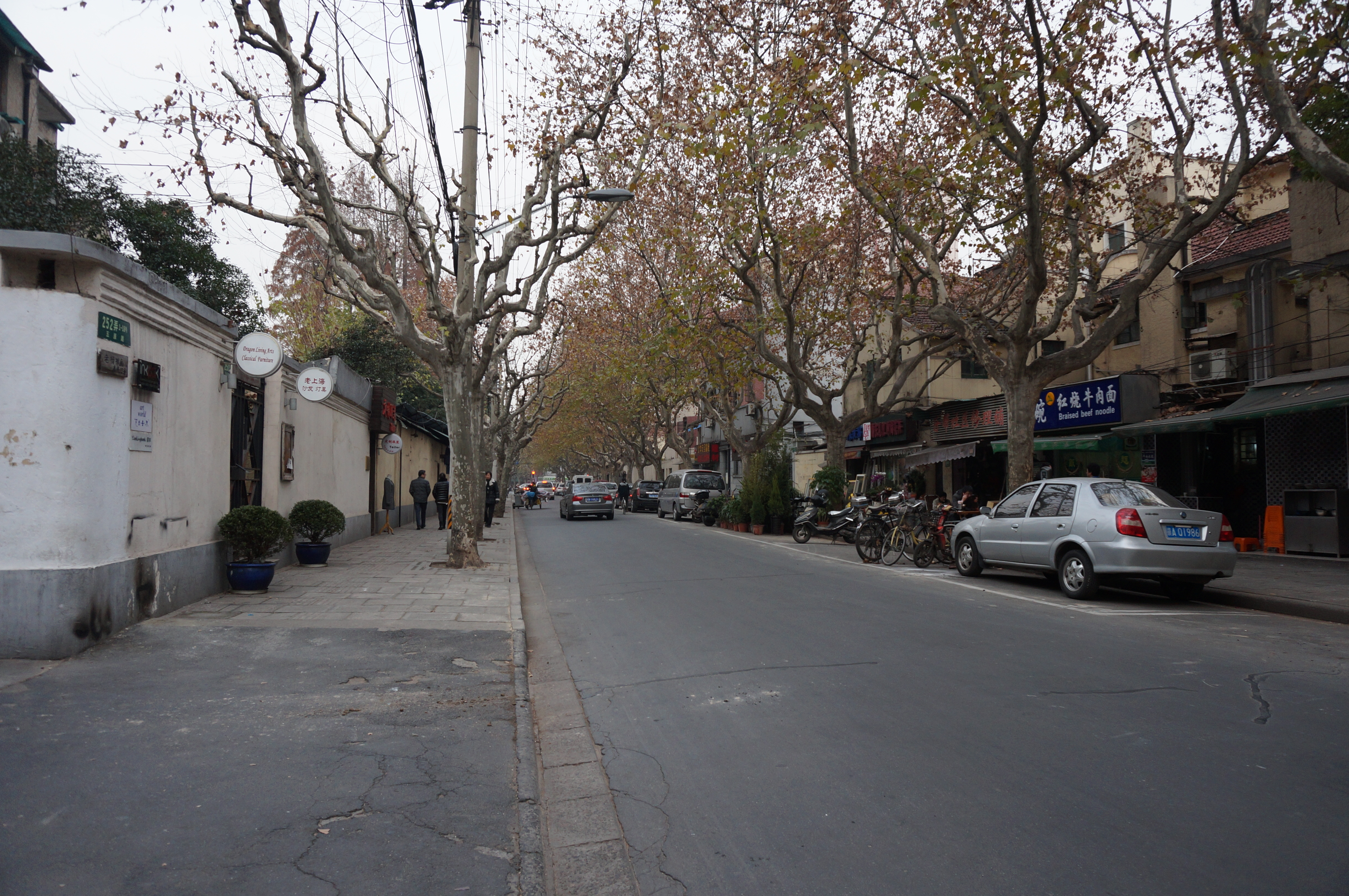
永福路以东五原路街景

五原路是中国上海市徐汇区的一条街道，该路东西走向，东起常熟路，西至武康路。全长820米，宽15米到17米。
五原路原名赵主教路（Route Mgr. Maresca），由上海法租界公董局修筑于1925年以前，以19世纪的天主教南京教区主教（1849年-1855年）赵方济主教（F.Xavier Maresca）命名。赵方济主教来自意大利籍的那不勒斯圣家会。在他任主教期间，上海成立法租界，首任法国领事也是以教区的洋泾浜住所（今四川南路）让给法国领事馆。赵方济主教回国时，向教廷建议将南京教区委托给耶稣会，开启了江南传教区的传教新时期。1943年，汪精卫政权接收租界时改名五原路。
五原路沿路传统上为住宅区，著名住宅包括205弄来斯南村、258号自由公寓、251号。中国福利会幼儿园、商务部驻沪办事处设于此路。圣公会救主堂曾设于此处，文革中教堂被毁，文革后改办基督教华东神学院。漫画家張樂平的故居张乐平旧居也在五原路上。
- 五原路71号：救主堂 (上海)：1939年-1966年，已拆除改建为基督教华东神学院
- 五原路207号：崇真堂 (上海)，爱尔兰圣高隆庞外方传教会办事处：1939年-1952年；内部小堂后向中国教友开放，并发展成为派驻神父的本堂区